# Чав'як Володимир
Володимир Іванович Чав'як (псевдо.: «Чорнота»; нар. 24 серпня 1922, с. Тустань, нині Галицький район, Івано-Франківська область — пом. 13 грудня 1991, м. Галич, Івано-Франківська область) — український військовик, сотник УПА, командир куреня «Дзвони» (1945—1947) ТВ-22 «Чорний ліс». Лицар Бронзового Хреста Бойової Заслуги (1945) та Срібного Хреста Бойової Заслуги 2-го класу (15.08.1946).

## Життєпис
Народився 1922 року в селі Тустань коло Галича, закінчив гімназію в Станіславові, де став членом ОУН. Псевдо взяв собі на честь Івана Чорноти, сподвижника Богдана Хмельницького. Він був одним з перших добровольців УПА в Галичині, а на вишкіл вирушив рядовим стрільцем уже 28 липня 1943 року.
Став командиром рою (від серпня 1943), командиром чоти у сотні «Змії», під командою легендарного «Різуна» (Василь Андрусяк) (від квітня 1944) та командир кур'єрської групи, яка йшла на Захід (від серпня 1947).

### Арешт та ув'язення
У Чехії, в листопаді 1947 року, Володимир Чав'як був важко поранений у сутичці з чеською жандармерією в одному із сіл на захід від міста Брно, та у непритомному стані потрапив до рук ворога. Його передали СРСР. Перебував під слідством від січня 1948 року до березня 1949 року. Намагався покінчити життя самогубством, але невадало. Засуджений до 25 років ув'язнення. Відбував покарання у Воркуті.

### Після ув'язнення
Звільнений у 1957 році із забороною мешкати на території Західної України, тому переїхав у місто Луганська, де працював на шахті до 1965 року. З часом повернувся до міста Галича, де працював електрозварником, аж до виходу на пенсію. Періодично переслідувався органами КДБ.
Помер 13 грудня 1991 року в місті Галичі Івано-Франківської області.

## Особисте життя
Володимир Чав'як був одружений з Володимирою Юськевич.

## Спогади
В 1990 році він написав коротку автобіографію-спогад про свою участь в УПА, про переживання в слідчих тюрмах у Відні, Станіславові і Києві (тут був в одній камері з Митрополитом Стернюком), ув'язнення на Воркуті та про переслідування КГБ після формального звільнення. Цю книгу закінчив такими словами:

| «Отаке моє життя. Вимріяв собі з дитинства інше. Не так сталося, як гадалося. Але не стогну від ран, не нарікаю на долю, бо всміхається до нас Вільна Україна. Комусь треба було платити за волю. Дав Бог — заплатив і я. Слава Йому. Слава Україні! Героям Слава!» |

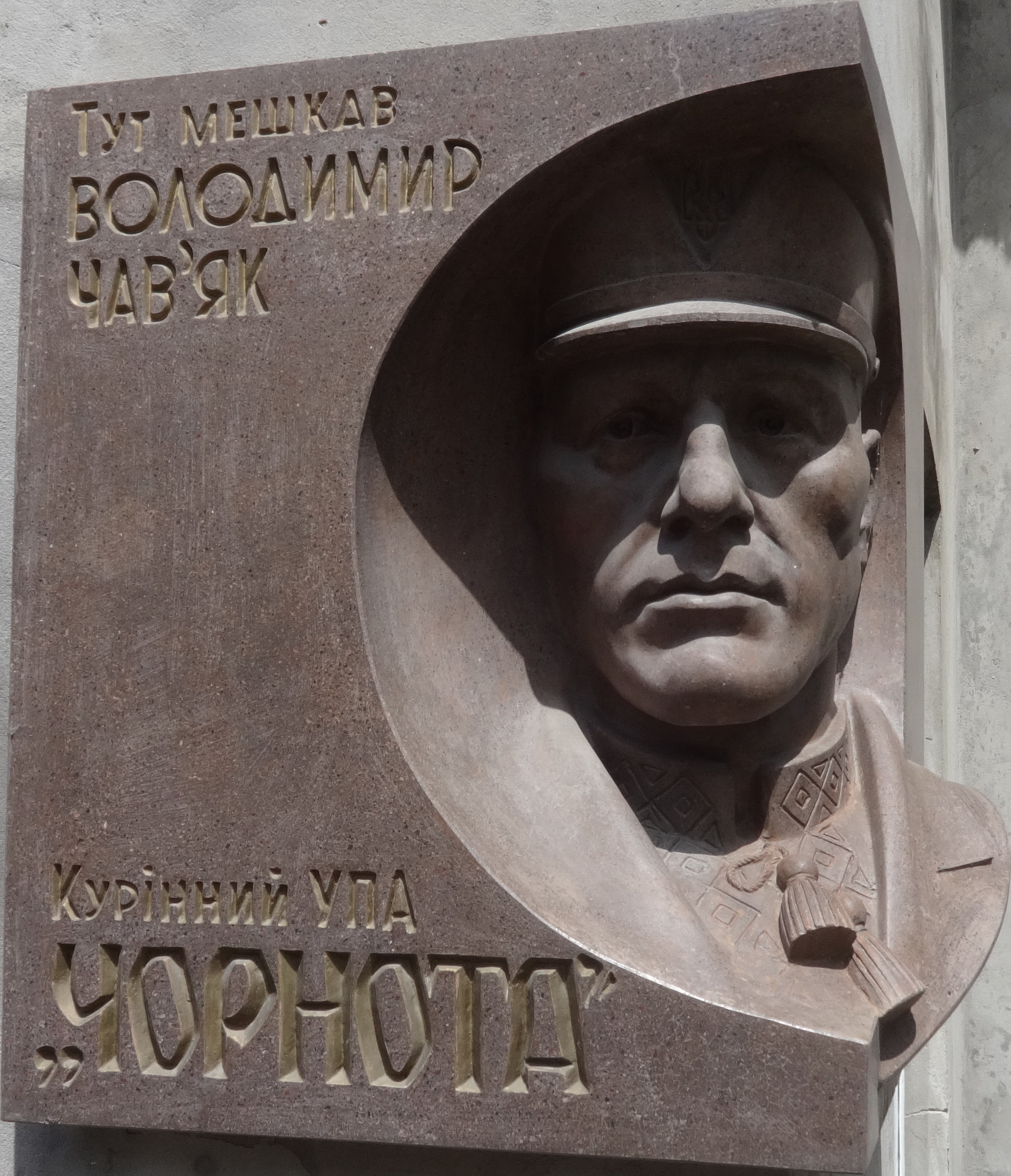
Меморіяльна дошка Володимиру Чав'яку в Галичі

Співкаторжник у Воркуті, репресований воїн УПА Іван Прошак у коломийській газеті "Агро" у 1991 році писав так про нього:
| «Володимир Чав’як-Чорнота був людиною високої культури, умів в умовах каторги духовно підтримати людей, допомагав хворим і особливо нашій інтелігенції. Він ніколи не хвалився про особисті заслуги, був дуже скупий на спомини бойових дій УПА.»[3] |

## Нагороди
- Згідно з Виказом відзначених УПА-Захід від 1.09.1946 р. хорунжий УПА, командир куреня УПА «Дзвони» Володимир Чав’як – «Чорнота» нагороджений Бронзовим хрестом бойової заслуги УПА з датою 1.02.1945 р. (за хоробрість та вміле командування куренем)[4].
- Згідно з Наказом крайового військового штабу УПА-Захід ч. 20 від 15.08.1946 р. сотник УПА Володимир Чав’як – «Чорнота» нагороджений Срібним хрестом бойової заслуги УПА 2 класу з датою 22.01.1946 р. (за проявлені у боях мужність і героїзм та вміле керівництво бойовими відділами)[5].

## Звання
- Чотовий — серпень 1943 року;
- Булавний — грудень 1943 року;
- Старший булавний — листопад 1944 року;
- Хорунжий — 15 квітня 1945 року[6];
- Сотник — 22 січня 1946 року.

## Вшанування пам'яті
- В Івано-Франківську є Вулиця Сотника Чорноти, названа в честь Володимира Чав'яка.
- У 2011 році в Галичі на будинку на вулиці Коновальця, 25 (у якому з 1960 по 1991 проживав курінний УПА Володимир Чав'як «Чорнота») відкрито та освячено меморіальну дошку.
- 1.12.2017 р. від імені Координаційної ради з вшанування пам’яті нагороджених Лицарів ОУН і УПА у м. Галич Івано-Франківської обл. Срібний хрест бойової заслуги УПА 2 класу (№ 012) та Бронзовий хрест бойової заслуги УПА (№ 037) передані Роману Круку, племіннику Володимира Чав’яка – «Чорноти».